# 伊朗人民聖戰者組織
伊朗人民聖戰者組織（羅馬化：sāzmān-e mojāhedin-e khalq-e irān）是主張推翻伊朗现政权伊朗伊斯蘭共和國政府的一个宗教左翼組織。伊朗人民聖戰者組織在1965年由一批伊朗大學生成立，原本致力於武裝抵抗沙阿（伊朗國王）、資本主義及西方帝國主義。組織在2001年宣佈解除武力，如今是伊朗反抗力量全國議會的主要組織。有不少伊朗人民聖戰組織的成員曾定居於伊拉克，隨著美國入侵伊拉克，許多伊朗人民聖戰組織的成員都解除了武裝並停火。
伊朗人民聖戰者組織的武裝派別稱為「伊朗民族解放軍」。伊朗政府稱伊朗人民聖戰組織是「偽信徒」，認為他們不是真正信奉伊斯蘭教。
在2010年7月16日美國聯邦上訴法院指令國務院覆查維持伊朗人民聖戰組織在外國恐怖組織名單上的爭議性決定。在2009年1月26日歐盟理事會將伊朗人民聖戰組織剔出歐盟的恐怖份子名單，伊朗人民聖戰組織聲稱這是「7年來法律和政治抗爭」的成果。2012年9月28日美國國務院宣佈將伊朗人民聖戰組織從美國的外國恐怖主義組織名單上除名，也不再把該組織定性為國際恐怖組織，即時生效。
伊朗人民聖戰者組織和伊朗反抗力量全國議會聲稱在2002年和2008年曾經向美國提供伊朗核問題的情報。

## 別名
伊朗人民聖戰者組織有其他的名稱，包括：
- 人民聖戰者組織
- 伊朗民族解放軍（伊朗人民聖戰組織的武裝派別）
- 伊朗反抗力量全國議會－伊朗人民聖戰組織成立的組織聯盟，包括美國聯邦調查局在內的其他訊息來源稱伊朗反抗力量全國議會是組織的別名或其掩護組織，兩者都有同一個領袖及共享機關。聯邦調查局在2001年12月找到的文檔顯示，伊朗人民聖戰組織形容伊朗反抗力量全國議會是其「政治分部」[6][7]。
- 「偽信者」（波斯語：منافقین）－伊朗政府對伊朗人民聖戰組織的稱呼[10]。

## 成員
在2003年伊拉克戰爭前，伊朗人民聖戰組織據說有一支5,000至7,000人以伊拉克為據點的游擊隊，但3,000至5,000人是較為可信的數字。在2005年美國的智囊團對外關係委員會認為伊朗人民聖戰組織的成員達10,000人，當中33%至50%的成員是戰士。對外關係委員會又認為組織未能吸納新成員，令成員數目減少。據《紐約時報》在2003年發表的一篇文章指出，伊朗人民聖戰組織有5,000名成員，當中有許多人是女子，戰士在伊拉克紮根。

## 歷史

### 伊斯蘭革命前

#### 成立
伊朗人民聖戰者組織在1965年由6名伊朗自由運動前成員成立，他們是德黑蘭大學的中產階層學生，當中包括穆罕默德·哈尼夫內賈德（Mohammad Hanifnejad）、賽義德·穆赫辛（Saied Mohsen）及阿里-阿斯加爾·巴迪薩特根（Ali-Asghar Badizadegan）。伊朗人民聖戰組織反對巴列維王朝穆罕默德·禮薩·巴列維的統治，認為他的統治腐敗及殘酷，並且認為伊朗自由運動過於溫和及沒有效用。在組織成立的首5年主要從事意識形態上的工作，將他們對伊斯蘭教的釋義和马克思主义哲学結合在一起。
為了抗議巴列維舉行奢侈的波斯帝國成立2500周年慶典，組織以炸彈襲擊德黑蘭的電力廠，並策劃了一宗失敗的飛機劫持，這些都是組織首次進行的軍事行動。9名聖戰者因此而落網並受到拷問，其中一名聖戰者透露了情報，導致另外66名成員被捕。在數個月以內，薩瓦克（SAVAK，伊朗國家安全情報組織）已「透過行刑和巷戰消滅了組織的領導層」，組織的其他成員都被囚禁了許多年，包括穆薩德·拉賈維（Massoud Rajavi）在內的組織成員在1979年1月霍梅尼抵達伊朗前被釋放。與此同時組織依然繼續運作，並繼續對政權施展武力襲擊。

#### 分裂
1975年10月，伊朗人民聖戰者組織遭逢意識形態上的分裂。由於組織的主要成員被捕，一些低階成員建立了一個新的組織，追隨馬克思主義，不再奉行伊斯蘭理想。他們佔用了伊朗人民聖戰組織的名義建立和提高他們的正統性。這種情況在一本名為《意識形態宣言》的書籍裡有所敍述，「經歷了10年的地下活動、4年的武裝抗爭及兩年的意識形態反思後，他們一致認為馬克思主義才是真正的革命哲理，而不是伊斯蘭教」，因此在1975年5月以後伊朗出現了兩個聖戰者組織，他們各自有他們的出版物、組織及活動。到伊斯蘭革命數個月前的1978年12月7日，大部分馬克思主义聖戰者自稱為「佩卡」，組織全稱為「争取工人阶级解放斗争组织」，這个名稱是受到俄罗斯帝国的左翼組織「工人阶级解放斗争协会」啟發而得，工人阶级解放斗争协会是弗拉基米尔·列宁于1895年秋季在圣彼得堡成立的。

#### 反美運動
伊朗人民聖戰者組織被指控分別在1973年、1975年及1976年殺害6名美國人。伊朗人民聖戰組織雖然公開支持除去沙烏地阿拉伯，但組織的領袖和成員至今也不主張以武力攻擊平民，這與組織的基本信念背道而馳，組織一直都否認這些指控。沙烏地阿拉伯囚禁及殺害了由穆薩德·拉賈維領導的伊朗人民聖戰組織的主要成員，正當伊朗人民聖戰組織要消失的時候，一些組織的殘存成員佔用了組織。這些馬克思主義派別的成員炮制了一連串慘痛事故，一些觀察員卻錯誤地將事故歸咎於拉賈維的伊朗人民聖戰組織。馬克思主義派別的行事作風與組織支持民主的信條、哲理及原則對立。所有證據顯示1970年代導致美國人遭殺害的幕後黑手是馬克思主義派別，而不是主流的伊朗人民聖戰組織，名稱上的混淆及事態發展迅速令一些人將兩者合併為一。以下是一些例子：
- 在1970年11月30日企圖綁架前住伊朗的美國大使道格拉斯·麥克阿瑟二世，行動失敗[25]。
- 美國空軍准將哈羅德·普賴斯在1972年遭到行剌受傷[26][27]。
- 美國陸軍中校、審計員路易斯·李·霍金斯在德黑蘭的寓所前被摩托車上的兩名恐怖份子射殺[26][25][28][29][30]。
- 一輛乘載著美國空軍上校保羅·謝弗和中校傑克·特納的汽車被困在兩輛載著恐怖份子的汽車之間，恐怖份子告訴司機躺下，接著射殺了美軍。在事件發生了六個小時後，一名女子向記者聲稱事件是伊朗人民聖戰組織所為，以報復伊朗當局處死了囚犯[26][25][29][30][31]。
- 1976年5月3名洛克維爾國際的美國僱員所乘坐的汽車遭到襲擊，威廉·科特雷爾、唐納德·史密斯及羅伯特·克朗加德被殺害，他們過去在鄰近的蘇聯收集情報[26][30][32]。

在伊朗伊斯蘭革命爆發前之前，伊朗人民聖戰組織的馬克思派系針對伊朗及西方目標實施襲擊和行剌。根據美國國務院與澳大利亞國會外交團體對伊朗人民聖戰組織的介紹，馬克思派系於1970年代在伊朗實施了數宗針對美國軍事人員及公民的行剌。

### 意識形態

#### 1979年伊斯蘭革命前
伊朗人民聖戰者組織的什葉派革命意識形態與阿里·沙里亚蒂對伊斯蘭教的解讀相似。歷史學家耶爾凡德·阿布拉哈米安認為，沙里亞提的大量著作在晚年「間接幫助了人民聖戰組織」。根據美國國務院對伊朗人民聖戰組織的描述，組織的理念結合了馬克思主義、民族主義及伊斯蘭教。
組織的其中一個創辦人艾哈邁德·雷扎伊的著作《侯賽因運動》（Nahzat-i Husseini）爭論到，先知穆罕默德所尋求的「一神論準則」不單是要聯合所有崇拜一神的國民，而且還是聯合無產階級社會以爭取共同的利益，「什葉派的教義，特別是侯賽因的獻身和反抗精神都在我們的流行文化佔著一席，宣示了革命訊息」。

#### 革命後
後來組織在瑪麗亞姆·拉賈維的領導下傾向於支持婦女，更多的婦女在組織內擔任地位較高的職位，雖然組織的戰士當中只有33%是女子，但是67%的指揮官都是女子。拉賈維認為女子應該與男子享有平等的地位。
在1981年，伊朗人民聖戰組織成立了伊朗反抗力量全國議會，其目的是要將伊朗政府的反對派聯合在一個聯盟組織當中。組織聲稱在過去的25年內已發展成一個擁有540個成員的流亡議會，是一個強調自由選舉、男女平等及少數種族和宗教平等權利的特定平台，組織同時又主張自由市場經濟和支持中東和平。不過，美國聯邦調查局認為伊朗反抗力量全國議會不是一個獨立組織，它時刻都是伊朗人民聖戰組織的一部分，伊朗反抗力量全國議會是組織的「政治分支」。雖然伊朗人民聖戰組織是伊朗反抗力量全國議會的主要組織，全國議會在先前都召集過其他組織，如伊朗庫爾德斯坦民主黨。
根據伊朗人民聖戰者組織公開的意識形態，選舉及公眾參選權是政治合法性的指標。組織的出版刊物也提及，在沒有對個人意志及抉擇的尊重和自主之下，聖言及伊斯蘭教都是沒有意義的。他們對伊斯蘭教和古蘭經的釋義認為，人類與動物的最主要區別在於人具有自由意志，人類是具有義務的。沒有自由的社會無法發展和進步。雖然組織的領袖們都自視為穆斯林，組織卻形容它是一個世俗組織，「伊朗反抗力量全國議會認同政教分離」。

### 與伊斯蘭政府的武裝衝突
伊斯蘭革命結束後，魯霍拉·穆薩維·何梅尼新成立的神權政府為了鞏固權力在伊朗展開激進手段打壓伊朗人民聖戰組織。何梅尼抨擊組織是「折衷派」、西方中毒、「穆納菲格」（Munafiq，偽善者）及「卡菲爾」（Kafir，無信仰者）。1980年2月，真主黨襲擊伊朗人民聖戰組織及其他左翼團體的聚會地點、書店及報攤。上百名組織的支持者及成員在1979至1981年間被殺，約3000人被捕。1981年6月20日，組織以伊斯蘭教的名號舉行大型示威活動，抗議伊朗新政府。組織稱這次抗議活動是伊朗當代史的轉捩點。阿亞圖拉霍梅拉下令革命衛隊向示威人群開火，過百人死亡，逾千人被捕。
1981年6月28日，開始瓦解的伊斯蘭共和黨的總部發生炸彈襲擊，約70名高級官員、內閣成員及當選的議員在事件中喪生，當中包括穆罕默德·貝赫什提（他是革命時期僅次於何梅尼的重要人物）。伊朗人民聖戰組織沒有承認或否認對事件負責，但卻稱炸彈襲擊是「對政權暴行的自然和必需反應」，投彈者被認出是一名叫穆罕默德·禮薩·科拉希的組織成員，他偽裝成錄音師發動襲擊。何梅尼指控組織要為事件負責，英國廣播公司記者巴吉爾·穆安（Baqer Moin）指組織在伊朗「逐漸被當作罪犯」。兩個月後的8月30日，另一次的炸彈襲擊使民選總統拉賈伊及總理穆罕默德賈瓦德·巴霍納爾喪生。在發生了這兩次炸彈襲擊後，政府的反應強烈，隨即逮捕及處死了許多組織成員，但「組織對主要官員和政權支持者的行剌仍然持續一至兩年」。海珊的入侵令公眾專注於保衛國土，而沒有將不滿向政府發洩，行剌事件在戰後持續。
最終，組織的主要領導層及成員逃到法國繼續運作。直到1986年，巴黎與德黑蘭就歐洲氣體擴散公司（Eurodif）的股份發生衝突，加上有法國人在黎巴嫩人質危機當中被劫持，使兩國關係緊張。穆薩德·拉賈維逃返伊朗後，法國人質獲釋。

#### 與伊拉克的關係
在1986年兩伊戰爭期間，伊朗人民聖戰組織將總部遷回伊朗。根據美國國務院，組織在伊拉克戰爭前，就一直接受伊拉克海珊政府的軍事和財政支援。組織又透過掩護組織從海外的伊朗人社區籌集資金。組織的資金來自全世界支持者的捐助。
伊拉克軍隊的入侵導致兩伊戰爭爆發，數以萬計的伊朗人因此喪生。這使組織在伊朗失去了許多支持者，不管組織的支持者對伊朗政府持有甚麼立場。澳洲議會外交事務小組的報告稱「組織與伊拉克政府站在同一陣線，使組織失去了民眾支持」。

#### 伊朗民族解放軍

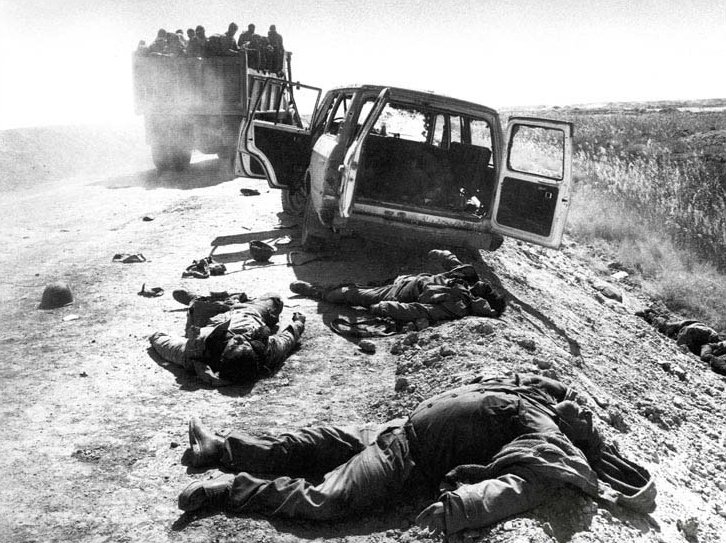
在「米沙特行動」當中戰死的人民聖戰組織成員。

兩伊戰爭將近結束時，7000名由海珊政府所武裝的伊朗人民聖戰組織成員自稱「伊朗民族解放軍」，開始投入戰鬥。1988年7月26日，即何梅尼接受聯合國調停下的停火協議的六日後，伊朗民族解放軍在空軍的掩護下越過伊拉克邊界進入伊朗，將西伊斯蘭阿巴德夷為平地。隨著伊朗民族解放軍的深入，伊拉克不再提供空中支援，伊朗軍隊切斷了伊朗民族解放軍的補給線，並在戰機和武裝直升機的掩護下反擊。7月29日，伊朗民族解放軍宣佈無條件撤回伊拉克。伊朗人民聖戰組織宣稱他們有1400人死亡或失蹤，伊斯蘭共和國方面蒙受55000人傷亡（革命衛隊、武裝力量動員隊）。伊斯蘭共和國則聲稱4500名伊朗民族解放軍及伊拉克軍人陣亡。伊朗人民聖戰組織稱這次軍事行動為「永恆之光」（Foroughe Javidan），伊朗軍方稱反擊行動為「米沙特行動」（Operation Mersad）。

#### 處決政治犯
在「永恆之光」行動後，許多在囚的組織成員、少數其他左派組織的成員（1400至30000名）在1988年被處決。異見人士侯賽因-阿里·蒙塔澤里在他的回憶錄裡認為這是何梅尼下令、由伊朗政府多個高級官員執行的反人道罪行。

### 與法國的關係
1986年，為了拯救在黎巴嫩被真主黨劫持的法國人質，法國總理雅克·希拉克與德黑蘭達成共識，伊朗人民聖戰組織為此被迫離開巴黎，重新移到伊拉克。調查記者多米妮克·洛倫茲（Dominique Lorentz）指1986年法國人質事件與德黑蘭就伊朗核問題向法國作出疑似勒索相關。

### 兩伊戰爭後
據美國國務院及澳洲國會外交事務小組的陳述，伊朗人民聖戰組織被指控在1991年海灣戰爭後協助伊拉克共和國衛隊鎮壓伊拉克庫爾德族及什葉派的暴動。與丈夫穆薩維·拉賈維一起領導組織的瑪麗亞姆·拉賈維（Maryam Rajavi）後來獨自領導組織，一些前成員指她曾經說道：「把庫爾德人碾壓在坦克之下，省下來的子彈用來對付伊斯蘭革命衞隊。」
在接下來的數年，組織策劃了數宗對伊斯蘭共和國政治及軍事人物的行刺事件，包括被稱為「愛文屠夫」的阿薩多拉·拉赫瓦爾迪（Asadollah Lajevardi）在1988年遇刺身亡。伊朗伊斯蘭共和國武裝部隊總參謀部副部長阿里·薩伊德·設拉子（Ali Sayad Shirazi）在1999年4月10日在他的住宅門前遇害。

### 伊拉克戰爭後
伊拉克戰爭結束後，由於伊朗人民聖戰組織與海珊的關係緊密，組織的營地遭到聯軍轟炸。2003年4月15日，美國特種部隊在該次攻擊後以中間人身分調停，組織與聯軍達成了停火協議，所有部隊不戰而降，美國據報在行動中俘獲6000名組織戰士及超過2000件軍事裝備。這一協議在布殊政府的公共及私人圈子裡都具有爭議，因為伊朗人民聖戰組織已被美國國務院指名為恐怖組織。
美國據報在行動中俘獲6000名組織戰士及超過2000件軍事裝備，當中包括19部英國制造的奇伏坦坦克。在費盧傑城外的伊朗人民聖戰組織營地被稱為費盧傑營地，毗鄰費盧傑另一個主要基地－前進作戰基地理想之地。被俘的組織成員被安置在伊朗邊界以西100公里、巴格達以北60公里的阿什拉夫營地。
美國特工及國務院經過四個月的調查後，只對伊朗人民聖戰組織成員提出了數項刑法檢控，伊朗人民聖戰組織仍被國務院列為外國恐怖組織。國防部長唐納德·拉姆斯菲爾德稱身在阿什拉夫的組織成員受到日內瓦第四協定保護，並受美國軍方保護。背叛組織的成員被獨立安置在阿什拉夫營地，他們受到美國憲兵隊（2003年至今）、美國海軍陸戰隊（2005年－2007年）及保加利亞軍隊（2006年至今）保護。
2009年1月1日，美國軍方將阿什拉夫營地的控制權交還給伊拉克政府。伊拉克總理努里·馬利基在同日宣佈伊朗人民聖戰組織不能再在伊拉克國土上營運。

#### 打擊
2009年1月23日，到訪德黑蘭的伊拉克國家安全顧問穆瓦法克·魯巴伊重提伊拉克總理早前的言論，指出伊朗人民聖戰組織將不再允許以伊拉克為他們的基地，組織成員必須返回伊朗或前往其他國家，當局將會在兩個月內採取行動。
2009年7月29日，伊拉克安全部隊突襲位於伊拉克迪亞拉省的阿什拉夫伊朗人民聖戰組織營地，造成11名伊朗人喪生，約500人受傷。美國一向反對武力取締該位於巴格達東北的營地，這次突襲被認為象徵著美國對伊拉克的影響力減弱。在行動中，36名伊朗異見人士被捕，並轉移到哈利斯一所監獄，被捕者在監獄內展開為期72天的絕食抗議，當中7天是乾絕食。最終，被捕者的健康狀況達到臨界水平，生命危在旦夕因而被釋放。
伊朗人民聖戰者組織在伊拉克紮根超過二十年，伊拉克政府早前否認在取締營地的行動當中有人死亡，但其他的敍述稱數十人被殺。根據衛星電視頻道西馬阿迪扎，政府對營地的突襲被拍攝下來，並被上載到視頻網站。在7月28日，伊拉克安全部隊在迪亞拉省阿什拉夫一個營地建立警力時與組織成員發生衝突，衝突造成11名組織成員死亡，30名安全部隊人員受傷。政府稱伊朗人民聖戰組織以武力阻撓伊拉克安全部隊進入營地，因而引起衝突。

### 2003年法國警方的搜捕
2003年6月，伊朗人民聖戰組織被懷疑將他們的基地轉移到法國，反恐治安官讓-路易·布呂吉埃（Jean-Louis Bruguière）下令法國警方搜查組織的物業，包括組織在瓦茲河畔歐韋的基地，160名疑似伊朗人民聖戰組織成員被捕。40名組織支持者開始絕食抗議法國警方的搜捕，十名組織支持者分別在歐洲各國的首都自焚。法國內政部長尼古拉·薩爾科齊（人民運動聯盟）稱伊朗人民聖戰組織「想以法國為他們的後勤基地，特別是他們在伊拉克被取締後」。法國情報部門首長皮埃爾·布斯凱·弗洛里安（Pierre de Bousquet de Florian）也稱伊朗人民聖戰組織「將他們在瓦勒德瓦茲省（位於巴黎附近）的基地發展成國際恐怖份子的基地」。
美國堪薩斯州共和黨參議員、南亞事務外交關係小組委員會主席薩姆·布朗巴克指責法國「正在幫伊朗政府做不法勾當」，他與美國國會的其他成員一起向法國總統雅克·希拉克遞交抗議信。德克薩斯州民主黨黨員及伊朗人民聖戰組織的長期支持者希拉·傑克遜·李批評對瑪麗亞姆·拉賈維的逮捕。被捕的伊朗人民聖戰組織成員很快就被當局釋放。

### 德黑蘭與華盛頓之間的談判籌碼
在伊拉克戰爭期間，美軍解除了伊朗人民聖戰組織的武裝，在他們的基地佈置警衛，同時又保護及向他們提供後勤支援，因為美國認為組織掌握了伊朗的珍貴情報。伊朗人民聖戰組織被相信在2003年揭示了伊朗核計劃，伊朗核技術的發展警惕了美國人。
同年，法國警方搜查伊朗人民聖戰組織在法國的物業。2007年，英國廣播公司節目《新聞之夜》揭露，德黑蘭曾與華盛頓磋商，提議撤銷對哈馬斯和真主黨的軍事支援及公開伊朗的核設施以換取西方解散伊朗人民聖戰組織，英國廣播公司節目揭示了2003年伊拉克戰爭後的一封信件，顯示了德黑蘭的這個提議。該密件經瑞士的協助轉交華盛頓。據英國廣播公司及美國國務院所知，該密件得到了伊朗政府高層的授層。前國務卿克林·鮑威爾的辦公室主任勞倫斯·威爾克森（Lawrence Wilkerson）接受英國廣播公司的訪問時透過國務院考慮過這個提議，但最終被副總統迪克·切尼拒絕。

### 核問題
伊朗人民聖戰組織和伊朗反抗力量全國議會聲稱在2002年首先揭示了伊朗核計劃，成為了當今美國及其盟友的主要憂慮。2008年2月20日，伊朗反抗力量全國議會稱他們披露了伊朗另一個核設置的地點，但這一消息卻沒有得到證實。

## 認定為恐怖組織
2010年7月16日美國聯邦上訴法院下令國務院重新調查維持伊朗人民聖戰組織在外國恐怖組織名單的爭議性決定。這個裁決是伊朗人民聖戰組織13年來爭取從恐怖組織名單中除名的一次重大勝利。
伊朗人民聖戰者組織被美國（2012年9月除名）、加拿大及伊朗列為恐怖組織。伊朗人民聖戰組織經過6個月的官司後於2008年6月24日在英國合法化。根據《華爾街日報》的報導，「克林頓的資深外交官表示伊朗人民聖戰組織是作為與德黑蘭的談判籌碼當中的重要部分」。2009年1月26日歐盟部長理事會同意將伊朗人民聖戰組織從歐盟的恐怖份子名單中移除，伊朗人民聖戰組織表示這是「7年來法律和政治抗爭」的成果。英國組織上訴委員會在2007年11月30日的判決也肯定了伊朗人民聖戰組織。
《紐約時報》在2003年的一篇文章指出，美國在1997年將伊朗人民聖戰組織列入恐怖份子黑名單是要向「新上任及致力改革的伊朗總統穆罕默德·哈塔米（在2005年由較保守的馬哈茂德·艾哈邁迪內賈德接任）示好」。150名美國國會議員在2002年聯署要求將伊朗人民聖戰組織除名。伊朗人民聖戰組織也在美國提出訴訟以爭取除名，組織的3次上訴（1999年、2001年及2003年）都被美國政府駁回，維持在外國恐怖組織名單中，伊朗人民聖戰者組織在全球持續抗議美國政府繼續把組織列入名單，得到一些美國政壇人物的支持。
以往的支持者包括眾議院議員湯姆·坦克雷多（Tom Tancredo）、鮑勃·菲爾納（Bob Filner）、參議院議員基特·邦德（Kit Bond）及前司法部長約翰·阿什克羅夫特，「來自密蘇里州的約翰·阿什克羅夫特在擔任共和黨參議員時涉及到伊朗人民聖戰組織」。200名美國國會議員簽署一份聲明認可伊朗人民聖戰組織的活動。
伊朗人民聖戰組織現時可在德國、丹麥及許多歐盟成員國裡合法運作，伊朗反抗力量全國議會在2002年8月以前在美國華盛頓有一個咨詢處，直至美國國務卿克林·鮑威爾頒佈法令關閉了咨詢處。在歐洲委員會人權部門任職的瑞士調查員迪克·馬蒂認為美國將伊朗人民聖戰組織列為恐怖組織是對人權的侵犯。
2007年4月美國有線電視新聞網報導美國軍方和紅十字國際委員會仍繼續保護伊朗人民聖戰組織，美軍定期押運伊朗人民聖戰組織的補給品往來巴格達及阿什拉夫營地。
若干英國上議員議員及國會議員爭取為伊朗人民聖戰組織剔除恐怖份子名單。2007年11月30日，英國的組織上訴委員會裁決廢除對伊朗人民聖戰組織的指定，又命令英國政府要將伊朗人民聖戰組織剔出恐怖份子名單，這個裁決在6個月後正式實施。
歐盟在2009年1月將組織從恐怖組織名單中除名，歐盟在2002年伊始就把伊朗人民聖戰組織視為恐怖組織，組織一直致力於游說歐盟除名。歐洲法院的這個決定將組織的資產解凍，據說組織在法國有價值900萬美元的資產，在歐盟有合共價值數千萬美元的資產。

## 侵犯人權
2005年5月人權觀察稱伊朗人民聖戰組織在伊拉克管轄戰俘集中營，又嚴重侵犯前組織成員的人權。人權觀察的報告裡描述伊朗人民聖戰組織被穆薩德·拉賈維及瑪麗亞姆·拉賈維這對夫妻牢牢控制著。該報告引起了伊朗人民聖戰組織及部分歐洲議會議員的迴響，他們在2005年9月發表一份報告反擊。他們注意到人權觀察的理據「僅倚靠與12名可疑人物的12個小時訪問」，又稱「歐洲議會的成員代表團到訪過伊拉克的阿什拉夫營地」，「並即時對被指稱侵犯人權的地點進行檢查」。歐洲議會副主席阿萊霍·維達爾-夸特拉斯·羅加（Alejo Vidal-Quadras Roca）訴稱伊朗國家安全部是這些所謂證據的源頭。
人權觀察隨即再次接見12名證人，到他們現時居住的德國及荷蘭逐一進行數小時的私人面談。證人們都重新敍述1991年至2003年伊朗人民聖戰組織營地的情況，他們稱當組織得悉他們的去意後便對他們實施各種生理及心理的虐待，人權觀察的主張沒有得到國際紅十字會、大赦國際及美軍的確認。